# Demond Mallet
Demond Mallet ( Leesville, Luisiana, 22 de febrero de 1978) es un exjugador de baloncesto profesional de nacionalidad estadounidense que ha desarrollado la mayor parte de su carrera deportiva en clubes europeos principalmente de Alemania.

## Historia
Dio sus primeros pasos como jugador en el High School de su ciudad natal: Leesville para posteriormente jugar durante cuatro temporadas en la NCAA en la Universidad de Mc Neese State.
Tras jugar la liga de verano de los Detroit Pistons en el 2001 se decide a dar el salto a Europa y ficha por el Basket Braunschweig de la Bundesliga alemana. 
Juega en distintos clubes de Alemania donde consigue títulos importantes como el de campeón de la Bundesliga en la temporada 2004/05 con el GHP Bamberg o el de campeón de Copa en la temporada 2006/07 con el RheinEnergie Colonia.
En la temporada 2007/2008 ficha por el DKV Joventut de la liga ACB para acompañar a Ricky Rubio en el puesto de base y en la misma consigue proclamarse campeón de la Copa del Rey y de la Copa ULEB competición en la que jugó uno de sus mejores partidos como verdinegro en la final ante el Akasvayu Girona donde anotó 26 puntos. Su buena campaña le llevó a renovar por el Joventut para la temporada 2008/09.
Tras firmar unos números de 10,4 puntos y 3,3 asistencias en su último año en el Joventut, abandona el conjunto verdinegro para fichar por el Türk Telekom de la liga turca. donde finaliza la temporada 2009/10 con unos números de 10,4 puntos y 3,4 asistencias.
En julio de 2010 se confirma su fichaje por el Spirou Charleroi de la BLB por un monto total de un millón de dólares por un contrato de dos años.

## Trayectoria deportiva
- Leesville High School  Estados Unidos

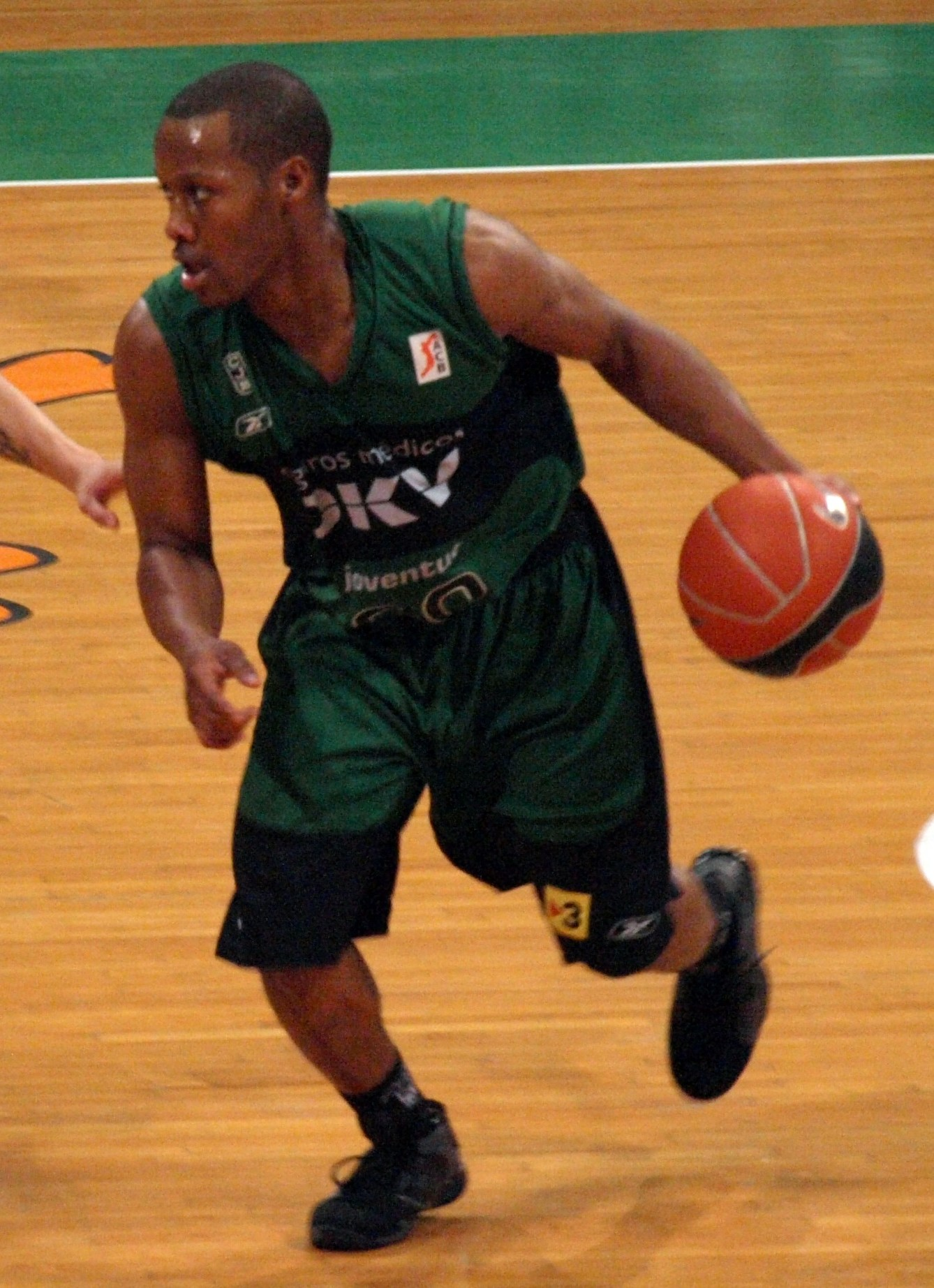
Demond Mallet en un partido de la liga ACB 2008/09.

- 1998-2001 NCAA. Universidad de McNeese State.  Estados Unidos
- 2001-2004 Bundesliga. Basket Braunschweig.  Alemania
- 2004-2006 Bundesliga. GHP Bamberg.  Alemania
- 2006-2007 Bundesliga. RheinEnergie Colonia.  Alemania
- 2007-2009 ACB. Joventut de Badalona.  España
- 2009-2010 TBL. Turk Telekom.  Turquía
- 2010-2011 BLB. Spirou Charleroi.  Bélgica
- 2011-2012 Ligat Winner. Maccabi Tel Aviv.  Israel
- 2012-2013 Basketball Bundesliga. Artland Dragons.  Alemania
- 2013-2014 Ligue Ethias. Spirou Charleroi.  Bélgica
- 2014-2016 ACB. Joventut de Badalona.  España
- 2017. LNB Pro A. SLUC Nancy.  Francia

## Palmarés
- 2004-05 Campeón de la Bundesliga con el GHP Bamberg.
- 2006-07 Campeón de la Copa de Alemania con el RheinEnergie Colonia.
- 2007-08 Campeón de la Copa del Rey con el DKV Joventut.
- 2007-08 Campeón de la Copa ULEB con el DKV Joventut.
- 2008-09 Campeón de la Liga catalana de baloncesto con el DKV Joventut.
- 2008-09 MVP de la Liga catalana de baloncesto con el DKV Joventut.